# Стефан Владислав II

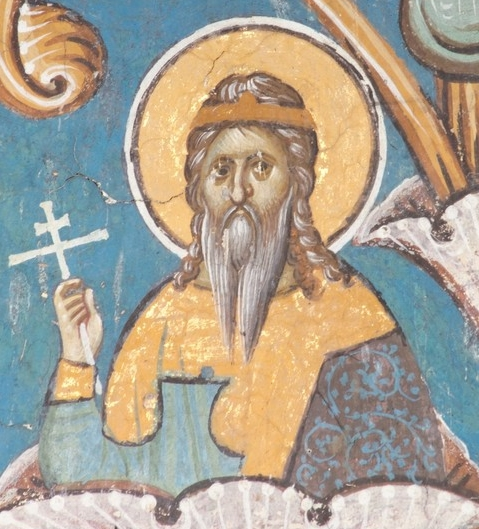
Стефан Владислав II

Стефан Владислав II (нар. 1280 — пом. 1325) — король Срема з 1316 до 1325 року (з перервами), король Сербії у 1321 та 1324 роках. Походив з династії Неманичів.

## Життєпис
Був сином Стефана Драгутина, короля Сербії, а потім Срема, та Катерини Арпад. Почав володарювати над королівством Срем після смерті свого батька у 1316 році. Проте відразу був вимушений тікати до Угорщини, а його землі захопив дядько Стефан Милутин. Тільки у 1319 році з допомогою Карла I Анжу зміг повернути своє королівство, взаємно визнавши васальну залежність від останнього.
Після смерті короля Стефана Милутина Стефан Владислав захопив владу у Сербії. В цьому йому допоміг Михайло Асень III, цар Болгарії. Разом вони вигнали синів Милутина — Стефана Уроша Дечанського та Стефана Костянтина. Проте в цьому ж році вимушений був залишити Сербію під тиском військ Стефана Уроша Дечанського.
Водночас значну частину королівства Срем, що також належало Стефану Владиславу II, захопив Шибіч. бан Боснії. Тому Стефану Владиславу довелося вести боротьбу з обома суперниками. У 1324 на короткий термін він знову заволодів сербською корону, але вже в тому ж році вимушений повернутися до Срема. У 1254 році під час боротьби з угорськими військами загинув.

## Родина
1. Дружина — Констанція Морозіні, представниця аристократичного роду Венеції.